# Frappes aériennes sur les camps de réfugiés pendant la guerre de Gaza
Durant la guerre de Gaza, dans le cadre des bombardements et de l'invasion de Gaza, les Forces de défense israéliennes (FDI) ont mené de nombreuses frappes aériennes dans des camps de réfugiés palestiniens densément peuplés, tant dans la bande de Gaza qu'en Cisjordanie.

## Bande de Gaza

### Jabaliya

#### 9 – 22 octobre 2023
À la suite des frappes aériennes israéliennes sur d’autres zones de Gaza, les Gazaouis déplacés à l’intérieur du pays ont fui vers le camp de Jabaliya. Au moment de l'attaque, le marché était complètement rempli, avec des clients et des vendeurs qui faisaient le plein de marchandises. La frappe aérienne a touché le quartier d'Al-Trans du marché de Jabaliya, l'un des quartiers les plus peuplés de la ville,,. Des survivants de l'attaque, interrogés par France 24, ont affirmé que la frappe aérienne "avait touché le cœur du marché" et qu'immédiatement après, il y avait eu de nombreux morts. De nombreux corps n'ont  pu être récupérés dans les jours qui ont suivi la frappe aérienne, en raison du manque d'équipement sur place.
Un secouriste s'adressant au New York Times a déclaré que le bilan des morts s'élevait à plus d'une soixantaine et que l'ensemble du marché et des bâtiments environnants avaient été détruits. Le ministère de la Santé de Gaza a refusé de donner une estimation complète, mais a fait état de « dizaines » de morts et de blessés. Le ministère de l'Intérieur de Gaza a également affirmé que la frappe aérienne visait initialement un immeuble résidentiel appartenant à la famille Abu Eshkayyah.
Le gouvernement israélien a affirmé que la frappe aérienne de Jabaliya visait des locaux du Hamas situés dans une mosquée du camp de Jabaliya.
Le 12 octobre, une deuxième frappe aérienne sur le camp de Jabaliya a touché un immeuble résidentiel, détruisant plusieurs appartements et tuant des membres de plusieurs familles. Le ministère de l'Intérieur de Gaza a rapporté que 45 personnes ont été tuées et au moins quatre autres blessées. Certains s'y étaient réfugiés après avoir été déplacés dans un camp de Beit Hanoun,.
Le 19 octobre, le camp a été touché par une troisième frappe aérienne, tuant 18 réfugiés. Le 22 octobre, le camp a été bombardé pour la quatrième fois lors d'un bombardement particulièrement intense de Gaza. Plusieurs maisons ont été bombardées et au moins 30 victimes ont été retrouvés dans les décombres.

#### 31 octobre 2023
Le 31 octobre, le camp fut à nouveau bombardé par des avions de chasse israéliens. L'armée israélienne a déclaré que l'attaque visait un des architectes des attaques du 7 octobre, Ibrahim Biari, ainsi qu'un « vaste complexe de tunnels souterrains » sous le camp d'où, selon l'armée israélienne, Biari commandait les opérations. Le Hamas a nié la présence de tout commandant et a déclaré qu'Israël utilisait ces allégations comme excuse pour l'attaque.

Atef Abu Seif, ministre de la Culture de l'Autorité palestinienne du président Mahmoud Abbas et critique notoire du Hamas, a lui aussi évoqué dans le quotidien allemand le Spiegel des scènes « apocalyptiques », affirmant que plus de 50 domiciles avaient été « détruites, écrasées. Dans chaque maison, il y avait des dizaines de personnes, des familles et des proches qui avaient fui ici parce que leurs quartiers avaient été bombardés... Ils ont bombardé le centre, le cœur du camp de réfugiés. Aucun endroit dans toute la Palestine n'est probablement aussi densément peuplé que celui-ci. Maintenant, nous ne pouvons même plus distinguer où commence et où finit chaque bâtiment. ».
Anas Al Shareef, journaliste d'Al Jazeera, était sur place et a déclaré : « C'est un massacre massif. Il est difficile de compter le nombre de bâtiments qui ont été détruits ici. ». Nebal Farsakh, porte-parole du Croissant-Rouge palestinien, a qualifié la scène d' « absolument horrible ». Plus d'une centaine de personnes ont été portées disparues sous les décombres. Le ministère de l'Intérieur de Gaza a déclaré que le camp avait été « complètement détruit », avec des estimations préliminaires d'environ 400 blessés ou morts. Le directeur de l' hôpital indonésien a fait état de plus de 50 morts.
Le porte-parole de Tsahal, Daniel Hagari, a confirmé que des avions de chasse israéliens ont attaqué le camp de réfugiés. Le porte-parole de Tsahal, Richard Hecht, a décrit les morts civiles comme une conséquence tragique de la guerre et a accusé le Hamas d'utiliser la population locale comme bouclier humain, notant que les civils avaient été avertis de se déplacer vers le sud.

#### 1er et 2 novembre 2023
Moins d'un jour après la frappe aérienne du 31 octobre qui a tué au moins 50 personnes, Jabaliya a été à nouveau bombardée. La Défense civile de Gaza a décrit la frappe aérienne comme un « deuxième massacre » qui a détruit plusieurs bâtiments entourant le camp et tué au moins 80 personnes et en a blessé des centaines d'autres. L'armée israélienne a déclaré que la frappe avait tué « le chef de l'unité de missiles antichars [du Hamas], Muhammad A'sar ».
Le 2 novembre, une autre frappe aérienne dans le camp de réfugiés de Jabaliya a touché l'école Abu Hussein, financée par l'UNRWA, qui abrite de nombreux Gazaouis déplacés à la suite des bombardements.

#### École Al-Fakhoora
Le 4 novembre, une porte-parole de l'UNRWA a confirmé les informations selon lesquelles Israël avait mené une nouvelle frappe aérienne contre une école gérée par l'ONU dans le camp de réfugiés de Jabaliya. Selon le ministère de la Santé de Gaza, l'attaque contre l'école Al-Fakhoura a fait quinze morts et des dizaines de blessés. L'agence Reuters a rapporté avoir obtenu une vidéo d'un garçon pleurant de désespoir : « J'étais là quand trois bombardements ont eu lieu, j'ai porté un corps et un autre corps décapité de mes propres mains. Dieu prendra ma revanche. ». Selon l'UNRWA, au moins une frappe a touché la cour d'école où des familles déplacées avaient installé leurs tentes. En réponse à cette attaque, Al Jazeera a déclaré qu'Israël « tentait d'éliminer toutes les sources de survie de la population civile pour forcer l'évacuation vers la partie sud de Gaza ».
Une deuxième frappe aérienne sur l’école a eu lieu aux premières heures du matin du 18 novembre. Les journalistes présents sur place ont signalé des cadavres partout, suggérant que la frappe pourrait avoir été un message israélien aux civils pour les inciter à fuir vers le sud de la bande de Gaza. La deuxième frappe a tué au moins 50 personnes. Un clip vidéo diffusé à la suite de ce qui a été décrit comme un « massacre » montre un homme marchant dans plusieurs pièces où l’on peut voir des dizaines de cadavres et où l’on peut entendre la détresse dans toute l’école.

#### 13 – 23 novembre 2023
Le 13 novembre, Israël a bombardé le camp, détruisant douze maisons et tuant plus de 30 personnes. L'équipe de protection civile a indiqué qu'elle n'avait pas pu sauver les blessés des décombres en raison d'un manque d'équipement. Le 14 novembre, des frappes aériennes israéliennes ont tué les joueurs de volley-ball Hassan Zuaiter et Ibrahim Qusaya dans le camp. Le 17 novembre, Israël a frappé plusieurs immeubles résidentiels, tuant et blessant un nombre indéterminé de personnes. Selon certaines informations, les habitants et les sauveteurs auraient utilisé des haches, des marteaux et leurs mains nues pour tenter de retrouver des survivants. Le 23 novembre, une frappe aérienne israélienne sur l'école Abu Hussein a tué au moins 27 personnes, selon le ministère de la Santé de Gaza.

#### Décembre 2023
Le 5 décembre, l'armée israélienne a déclaré avoir encerclé l'ensemble du camp de Jabalia. Le 6 décembre, les frappes aériennes sur le camp se seraient intensifiées,,.

### Al-Shati
Le 9 octobre 2023, pendant la guerre entre Israël et le Hamas, les forces de défense israéliennes ont mené une frappe aérienne sur le camp de réfugiés d'al-Shati dans la bande de Gaza, détruisant quatre mosquées. Selon les médias palestiniens, l'attaque a fait des morts à l'intérieur. Le camp est le troisième plus grand camp de réfugiés de Gaza, avec une population de plus de 90 000 réfugiés. Une deuxième frappe a eu lieu le 12 octobre, tuant 13 personnes.
Selon des images satellite, les mosquées al-Gharbi, Yassin et al-Sousi ont été totalement détruites. Les médias locaux font état d'un nombre indéterminé de personnes tuées à l'intérieur,,. Le ministère palestinien de la Santé a qualifié la situation de « massacre »,. Dix personnes ont été tuées lors d'une frappe aérienne le 29 janvier. Deux personnes ont été tuées et quatre blessées lors d'une frappe aérienne le 24 février. Le 6 mars 2024, des images aériennes ont montré que le camp de Shati, qui était l'une des zones les plus densément peuplées du monde avant la guerre, était complètement détruite. Plusieurs victimes ont été signalées à la suite d'un bombardement israélien du camp le 22 mars. L'agence de presse palestinienne Wafa a rapporté qu'au moins quatre personnes ont été tuées par une attaque israélienne le 18 avril. Le bureau des médias du gouvernement a déclaré que 24 personnes avaient été tuées par un raid aérien le 22 juin 2024. Une frappe de drone israélienne a tué cinq enfants le 13 octobre 2024, selon l'agence de défense civile de Gaza. Le 19 octobre 2024, une frappe aérienne israélienne a tué au moins 73 personnes à l'école Asmaa, selon la Défense civile de Gaza.

### Al-Bureij
Une frappe aérienne des forces israéliennes sur le camp de réfugiés d'Al-Bureij, le 17 octobre, a tué au moins 12 personnes et en a blessé des dizaines. Le 2 novembre, un immeuble résidentiel du camp a été bombardé, tuant 15 personnes. Le 5 novembre, des bâtiments résidentiels du camp ont été à nouveau bombardés, tuant au moins 20 personnes. Un bombardement de drone a tué deux personnes le 22 décembre. Quatre personnes ont été tuées dans une attaque à la bombe le 23 décembre. Les attaques signalées se sont intensifiées le 5 janvier 2024. Une attaque à la bombe le 1er mars a tué quatre personnes. Une frappe aérienne le 14 mars a tué neuf personnes d'une même famille. Au moins deux personnes ont été tuées par une frappe aérienne israélienne le 27 mars, et le Croissant-Rouge palestinien a déclaré avoir récupéré un corps et trois blessés. Les médias locaux ont rapporté qu'une frappe israélienne a tué quatre personnes le 31 mai 2024. Trois personnes auraient été tuées par une frappe aérienne le 3 juin 2024. Le camp a subi un « bombardement constant » en juin 2024. Six personnes ont été tuées par un bombardement israélien le 8 juin 2024. Neuf personnes ont été tuées par une frappe israélienne sur le camp le 16 juin. Neuf personnes, dont cinq enfants, auraient été tuées lors d’une attaque israélienne le 9 juillet 2024. En juillet 2024, neuf hommes auraient été tués alors qu'ils tentaient de transporter les défunts d'Al-Bureij à Nuseirat. Selon certaines informations, cinq personnes auraient été tuées par une attaque de drone israélienne en novembre 2024.

### Al-Maghazi

#### 17 octobre 2023 (école de l'UNRWA)
Le 17 octobre 2023, une frappe aérienne menée par les forces de défense israéliennes a touché une école de l'Office de secours et de travaux des Nations Unies pour les réfugiés de Palestine dans le Proche-Orient (UNRWA) dans le camp de réfugiés d'Al-Maghazi, dans la bande de Gaza,,. Six personnes ont été tuées par la frappe aérienne,,. L'UNRWA a affirmé qu'au moins 4 000 personnes avaient trouvé refuge dans l'école depuis le début de la guerre entre Israël et le Hamas. Le 22 octobre, l’UNRWA a confirmé que 29 de ses employés avaient été tués depuis le 7 octobre, dont la moitié étaient des enseignants de l’UNRWA. L'agence a ajouté qu'au 21 octobre, près de 180 civils hébergés dans les écoles de l'UNRWA avaient été blessés et 12 tués, tandis que 38 installations de l'UNRWA avaient été touchées par des frappes depuis le 7 octobre,.

#### 5 novembre 2023
Le 5 novembre 2023, lors de l'invasion israélienne de la bande de Gaza, les forces de défense israéliennes ont mené une frappe aérienne dans le camp de réfugiés d'al-Maghazi, dans le centre de la bande de Gaza. Selon le ministère de la Santé de Gaza, au moins 45 personnes ont été tuées, principalement des femmes et des enfants. L'armée israélienne n'a pas confirmé que le camp avait été touché par une frappe aérienne israélienne et a déclaré que ses frappes aériennes étaient des « frappes spécifiques basées sur des renseignements, spécifiquement contre des éléments terroristes »,. La frappe aérienne a causé de graves dommages aux habitations et aux infrastructures voisines. Le ministère de la Santé de Gaza a déclaré que plus de 30 morts étaient arrivés à l'hôpital des martyrs d'Al-Aqsa à Deir Al-Balah après la frappe aérienne.

#### 6 décembre 2023
Le 6 décembre 2023, 18 personnes ont été tuées lors d'une frappe aérienne israélienne, et beaucoup seraient encore ensevelies sous les décombres,,.

#### 24 et 25 décembre 2023
Selon certaines informations, 70 personnes auraient été tuées après des frappes aériennes israéliennes,. Un survivant de l'attaque l'a décrit comme une « extermination complète et réelle » du quartier résidentiel. Les gens cherchaient les blessés à mains nues. Les blessés ont été transportés à l'hôpital le plus proche par une charrette en bois. Le 25 décembre, le bilan des morts s'élevait à 106 victimes. Sept personnes d'une même famille ont été radiées du registre civil après l'attaque, ce qui signifie que chaque membre de cette famille a été tué. Les résidents ont déclaré qu'ils n'avaient reçu aucun ordre d'évacuation ni avertissement. Le 28 décembre, l'armée israélienne a déclaré que le nombre de morts était si élevé parce qu'elle avait utilisé le « mauvais type de munition ». Les habitants ont continué à essayer de déterrer les victimes quatre jours après la frappe initiale.

#### 28 décembre 2023
Au moins 70 personnes ont été tuées après une frappe aérienne le 28 décembre,,.

#### 9 janvier 2024
Des frappes massives ont été signalées le 9 janvier 2024, le journaliste d'Al Jazeera Hani Mahmoud déclarant : « Les gens sont piégés dans cette petite bande de terre et attendent de mourir. ».

### Nuseirat
Le camp de réfugiés de Nuseirat a été bombardé à plusieurs reprises au cours de la guerre.

#### Octobre 2023
Le 18 octobre 2023, la Grande Mosquée de Nuseirat a été bombardée et détruite par des frappes aériennes israéliennes, tuant au moins 30 personnes,,.

#### Novembre 2023
Une frappe aérienne le 17 novembre était la troisième frappe de ce type dans la région et a provoqué la mort de 18 personnes. Le 21 novembre, les forces israéliennes ont de nouveau bombardé le camp, ciblant les maisons, notamment celles d'une infirmière et du personnel de la défense civile, tuant au moins 20 personnes.

#### Décembre 2023
Le 3 décembre, au moins treize personnes ont été tuées dans une frappe aérienne. Au moins dix personnes auraient été tuées lors d'une frappe aérienne le 5 décembre. Six personnes auraient été tuées lors d'une frappe aérienne le 6 décembre. Plusieurs personnes auraient été tuées le 18 décembre. Le 17 ou le 18 décembre,, la karatéka Nagham Abu Samra a été blessée dans une frappe aérienne israélienne qui a également tué sa sœur Roseanne. Elle est décédée plus tard,,. Plusieurs personnes auraient été tuées après un bombardement le 21 décembre. Le 22 décembre, Israël a bombardé une maison dans laquelle se trouvaient 52 membres d'une même famille, dont 18 sont morts,. Pas moins de vingt personnes auraient été tuées à la suite d'une frappe aérienne le 29 décembre.

#### Janvier 2024
Deux personnes sont mortes lors d'une frappe aérienne le 3 janvier 2024. Un bombardement le 4 janvier a tué cinq personnes. Une frappe aérienne le 13 janvier a tué plusieurs personnes. Sept personnes sont tuées dans une frappe aérienne le 19 janvier. Quatre personnes ont été tuées le 20 janvier. Le 24 janvier 2024, quatre enfants ont été tués lors de frappes israéliennes visant une place résidentielle dans le camp de réfugiés de Nuseirat,. Les bombardements israéliens ont détruit un immeuble résidentiel dans le quartier d'al-Hassayna le 25 janvier. Quatre enfants auraient été tués. Onze personnes ont été tuées lors d'une frappe aérienne le 26 janvier. Un nombre indéterminé de personnes ont été tuées après une frappe aérienne israélienne sur un immeuble résidentiel le 28 janvier.

#### Février 2024
Cinq personnes ont été tuées le 13 février, dont l'artiste Alaa Qadouha. Douze personnes ont été tuées par les frappes du 15 février, dont plusieurs enfants. Trois personnes auraient été tuées par des frappes le 20 février. Un drone kamikaze aurait tué et blessé plusieurs personnes le 21 février. Dix-sept personnes ont été tuées le 22 février. Plusieurs personnes auraient été tuées le 28 février.

#### Mars 2024
Une frappe le 3 mars a fait plus de 40 blessés et dix morts,. Al Jazeera a publié une série de photos de personnes blessées par une frappe aérienne israélienne le 5 mars. Dix personnes ont été tuées à la suite d'une frappe aérienne sur un immeuble résidentiel le 9 mars. Le bilan des victimes a été révisé à 13 morts, un survivant déclarant : « Il n'existe rien qui s'appelle la Cour internationale de Justice ou le droit international humanitaire. Tout cela n'est que mensonge. Tous ces noms ont été inventés pour soutenir le fort contre le faible, l'oppresseur contre l'opprimé. ». Huit personnes ont été tuées lors d'une attaque contre un entrepôt d'aide humanitaire le 14 mars. Des blessés, dont des enfants, ont été transportés à l'hôpital Al-Aqsa à la suite d'une frappe aérienne israélienne le 15 mars.
Trente-six personnes ont été tuées lors d'une frappe aérienne dans la nuit du 16 mars, et sept autres dans une autre frappe aérienne dans la matinée. Deux personnes ont été tuées lors d'une frappe aérienne le 17 mars. Neuf personnes ont été tuées lors d'une frappe aérienne le 18 mars. Au moins 27 personnes ont été tuées lors d’une attaque le 19 mars,. Neuf personnes ont été tuées lors d'une frappe aérienne le 21 mars.

#### Avril 2024
Une vidéo vérifiée par Al Jazeera English montre des enregistrements de « sons d'enfants qui pleurent » semblant provenir d'un quadricoptère israélien, les habitants déclarant qu'il s'agissait d'une tentative pour « attirer les civils et les tuer ». Le 21 avril 2024, sept civils auraient été tués par un raid aérien israélien. Le 24 avril, quatre personnes auraient été tuées par un bombardement près d'une école du camp. Trois personnes auraient été tuées par une frappe aérienne le 27 avril. Au moins six Palestiniens auraient été tués le 3 mai, dont quatre enfants. Fin avril, des témoins ont de nouveau déclaré que l'armée israélienne « utilisait des drones qui émettaient des cris d'enfants et de femmes appelant à l'aide. Lorsque des gens tentent de les secourir, ils sont attaqués. ».

#### Mai 2024
Selon les informations disponibles, 20 personnes auraient été tuées par une attaque israélienne le 14 mai. La Défense civile palestinienne a déclaré que 31 personnes avaient été tuées par une frappe aérienne israélienne le 19 mai. 10 personnes auraient été tuées par une bombe le 22 mai. Huit personnes auraient été tuées par un bombardement israélien le 23 mai. Quatre personnes auraient été tuées le 25 mai. Trois policiers de Gaza ont été tués lors d'un raid aérien le 26 mai. Les médias locaux ont rapporté que trois personnes avaient été tuées lors d'une frappe aérienne apparemment ciblée le 31 mai.

#### Juin 2024
Quatre personnes ont été tuées par une frappe aérienne le 2 juin. Le 6 juin, une frappe aérienne israélienne dans le camp de réfugiés de Nuseirat a touché l'école al-Sardi gérée par l'UNRWA qui abritait des réfugiés palestiniens déplacés, tuant plus de 30 personnes, dont 23 femmes et enfants. 17 personnes ont été tuées lors des frappes sur Nuseirat et Bureij le 18 juin.

#### Depuis Juillet 2024
Huit personnes ont été tuées par des bombes israéliennes le 19 juillet. Au moins treize personnes ont été tuées le 20 juillet par des frappes aériennes israéliennes sur Nuseirat et le camp de réfugiés de Bureij. Le 21 juillet, le bureau des médias du gouvernement de Gaza a déclaré qu'Israël avait bombardé Nuseirat 63 fois en sept jours. Une frappe sur Nuseirat le 30 juillet 2024 aurait tué douze personnes.
13 personnes auraient été tuées par des frappes aériennes sur deux maisons en octobre 2024. Le 24 octobre 2024, une frappe aérienne israélienne a tué au moins 17 personnes à l'école Al-Shuhada, selon les responsables de l'hôpital. 14 personnes auraient été tuées lors d'attaques le 1er novembre 2024. Les autorités sanitaires ont déclaré qu'un total de 30 personnes avaient été tuées par des frappes aériennes le 1er novembre. Selon certaines informations, cinq personnes auraient été tuées le lendemain.

### Autres camps
Au moins vingt personnes auraient été tuées lors d'une frappe aérienne contre la maison d'une famille dans le camp de réfugiés de Shaboura, le 7 décembre. Le 14 décembre, des sauveteurs ont creusé à la main pour retrouver des survivants après qu'une frappe aérienne israélienne a détruit un bâtiment du camp,.
Des images satellite du camp de réfugiés de Tel al-Sultan ont montré des dégâts aux tentes à la suite d'une frappe aérienne israélienne qui aurait tué au moins 45 personnes.

## Cisjordanie

### Jénine
Le 22 octobre 2023, une frappe aérienne menée par les forces de défense israéliennes a frappé la mosquée Al-Ansar située dans le camp de réfugiés de Jénine en Cisjordanie, causant d'importants dégâts à la mosquée, tuant deux personnes et en blessant trois autres,,. Trois personnes auraient été tuées lors d’une frappe aérienne israélienne le 20 mars 2024.

### Nur Shams
Au moins 6 personnes ont été tuées dans un bombardement israélien du camp de réfugiés de Nur Shams le 27 décembre 2023. Un drone israélien a bombardé le quartier d'al-Manshiyya dans le camp le 20 mars 2024. Le ministère palestinien de la Santé a déclaré que quatre personnes ont été tuées par une frappe aérienne israélienne le 2 juillet 2024.

### Tulkarem
En août 2024, quatre personnes auraient été tuées par une frappe aérienne sur Tulkarem. Le 3 octobre 2024, Israël a mené la frappe aérienne 2024 sur le camp de Tulkarem, tuant 18 personnes.

## Réactions
En réponse à une frappe aérienne israélienne sur le camp de Nuseirat le 14 mars 2024, le ministère malaisien des Affaires étrangères a condamné l'attaque, déclarant : « Cet acte d'agression répréhensible contre des civils innocents souligne le mépris flagrant des droits de l'homme et du droit international par les autorités israéliennes »,. En juin 2024, le HCDH a condamné plusieurs attaques israéliennes contre des camps de réfugiés à Gaza, déclarant : « Ces attaques semblent également disproportionnées dans la mesure où elles sont susceptibles de causer des pertes accidentelles en vies humaines civiles, des blessures aux civils et des dommages aux biens civils excessifs par rapport à l’avantage militaire concret et direct attendu. ».